# 多椎鰭蠕鰻
多椎鳍蠕鳗（学名：Echelus polyspondylus），是蛇鳗科蠕鳗属的一种。模式标本采集自台湾屏东县东港鱼市。

## 鉴别特征
模式标本全长（TL）537毫米，尾长为全长的65—69%，头长为全长的7.6—8.3%，鳃孔处体高为全长的1.8—2.3%；尾尖柔软，尾鳍被皮肤覆盖，但与背鳍和臀鳍相连；背鳍起点位于鳃孔后近1头长处；胸鳍尖，发达但不延长；后鼻孔在上唇内，开口在口腔内；头部感觉孔小，不明显，眶上孔1+4，眶下孔4+2，前鳃盖骨孔—下颌骨孔（pre-opercular-mandibular，POM）6+3；齿小，数量众多，圆锥形，下颌骨齿双列，犁骨齿单列；身体背面棕黄色，腹面苍白，除臀鳍鳍膜在尾端之前呈黑色外，其余的鳍均为白色；总脊椎骨数172—183，平均脊椎骨形式为20-53-177。